# Panfield
Panfield – wieś i civil parish w Anglii, w hrabstwie Essex, w dystrykcie Braintree. Leży 19 km na północ od miasta Chelmsford i 63 km na północny wschód od Londynu. W 2011 roku civil parish liczyła 841 mieszkańców. Panfield jest wspomniana w Domesday Book (1086) jako Penfelda.